# 王凱華
王 凱華（おう がいか、簡体字：王 凯华、拼音：Wáng Kǎihuá、1994年2月16日 - ）は、競歩を専門とする中国の陸上競技選手。2016年のIAAF世界競歩チーム選手権大会で中国代表の一員として金メダルの獲得に貢献し、2017年の世界選手権では7位に入賞した。
甘粛省慶陽市寧県平子鎮の出身。競歩の主要世界大会の初出場は2011年の世界ユース選手権である。コーチはイタリア人のサンドロ・ダミラノである。シニア大会では、2015年の太倉競歩チャレンジで陳定に次いで2位に入った。2017年には、中国の国内グランプリで自己新記録となる1時間17分54秒をマークし、20キロメートル競歩の世界ランキング1位になった。この記録は、中国の歴代5位に相当する。
2021年、東京オリンピックの20km競歩（札幌開催）では、4km付近から先頭集団を抜け出し、12km付近までトップを歩いていた。しかし12km過ぎに2位集団にとらえられ、最終成績は7位入賞であった。

## 主要大会成績
| 年     | 大会                 | 会場                    | 結果          | 種目    | 補足    |
| ------ | -------------------- | ----------------------- | ------------- | ------- | ------- |
| 2011年 | 世界ユース選手権     | フランス リール         | 6位           | 10000mW |         |
| 2016年 | 世界競歩チーム選手権 | イタリア ローマ         | 13位          | 20kmW   | 1:21:12 |
| 2016年 | 世界競歩チーム選手権 | イタリア ローマ         | 1位（チーム） | 20kmW   | 16点    |
| 2017年 | 世界選手権           | イギリス ロンドン       | 7位           | 20kmW   | 1:19:30 |
| 2018年 | アジア競技大会       | インドネシア ジャカルタ | 1位           | 20kmW   | 1:22:04 |
| 2021年 | オリンピック         | 日本 札幌               | 7位           | 20kmW   | 1:22:03 |